# Resolució 143 del Consell de Seguretat de les Nacions Unides
La Resolució 143 del Consell de Seguretat de les Nacions Unides, aprovada el 17 de juliol de 1960, després d'un informe del Secretari General, actuant segons l'article 99 de la Carta i una petició d'assistència militar del President i Primer Ministre de la República Democràtica del Congo per protegir el seu territori, el Consell va convidar a que Bèlgica retirés les seves tropes del territori i van autoritzar al Secretari General a prendre les mesures necessàries per proporcionar al Govern aquesta assistència militar que les forces de seguretat nacional podrien complir plenament les seves tasques. El Consell va demanar al Secretari General que informés al Consell de Seguretat quan correspongués.
La resolució es va aprovar amb vuit vots a cap; França, la República de la Xina i el Regne Unit es van abstenir.